# Олокуль (озеро, Татарстан)
Олоку́ль (тат. Олы күл) — старичное озеро левобережной поймы среднего течения реки Ик на юго-востоке Татарстана в России. Располагается в 4 км восточнее посёлка Подгорный на территории Байряки-Тамакского сельского поселения в восточной части Ютазинского района.
Находится на высоте 95,3 м над уровнем моря, между озером Безымянное и карьером Клы. Серповидной формы, вытянуто в субмеридиональном направлении на 500 м, шириной — до 70 м. Площадь водного зеркала — 2,5 га. Берега пологие, с кустарниковой растительностью.